# إبراهيم الدعيسي
إبراهيم الدعيسي (مواليد 1960) رجل أعمال بحريني.

## النشأة والتعليم
من مواليد العام 1960. حاصل على شهادة بكالوريوس إدارة أعمال وعلم الحاسب الآلي من الولايات المتحدة.

## المسيرة المهنية
منذ سنوات عمره الأولى لازم والده في السوق المركزي بدءا من فرشة صغيرة لبيع الفواكه والخضروات حيث كان يذهب برفقة أخيه الأكبر في الفترة المسائية بعد انتهاء الدوام المدرسي من أجل اكتساب الخبرة العملية منذ كان في المرحلة الابتدائية. لازم والده بجانب دراسته إلى أن تطور عمله وحدثت النقلة وذلك باتجاهه إلى عملية الاستيراد من الخارج وذلك باستيراد شحنة بطاطس من مصر والتي عمل والده على توزيعها محليا مما ولد الثقة بينه وبين المتعاملين محليا وتوسعت تجارته وأصبح صاحب إحدى كبريات شركات المواد الغذائية.
إثر عودته للبحرين بعد انتهاء فترة دراسته الجامعية قام بمزج الخبرات التي اكتسبها من الحياة العملية والدراسة الأكاديمية من أجل الخروج برؤية تسانده في مستقبله القادم وشهدت عودته أيضا بداية الطفرة العمرانية والاقتصادية الشاملة في البحرين خلال الثمانينيات وكانت الشركات تفتح أبوابها للشباب من الجيل الجديد من أجل الاستفادة من توجهاتهم القادمة. على الرغم من كون والده صاحب شركة لها أعمالها ونشاطاتها الكبيرة إلا أنه رغب في بدء المشوار بإحدى الشركات الأخرى من أجل تطبيق إستراتيجية والده في العصامية غير أن الجميع رفضوا رغبته بدعوى أن شركة والده أحق بالاستفادة بخبرته الأكاديمية لتطوير العمل بها فما كان منه إلا الرضوخ لرغبة عائلته وبدأ العمل بقسم التحصيل بشركة والده التي تغير اسمها الآن إلى شركة عبد علي الدعيسي القابضة.
في الانتخابات النيابية 2006 فشل الدعيسي في الفوز بعضوية الدائرة الثانية في محافظة الوسطى بعد حصوله على 393 صوت بنسبة 4.56% وحلوله رابعا أخيرا.
في 18 نوفمبر 2009 انتخب عضو كتلة بناء المستقبل الدعيسي عضوا في مجلس إدارة غرفة وتجارة البحرين بحصوله على 1044 صوت وستستمر عضويته أربع سنوات.
إثر قيام احتجاجات 2011 من قبل الشيعة واليساريين والتي بدأت سلمية ثم تحولت إلى العنف والمطالبة بإسقاط النظام الحاكم فقد طالب عضو مجلس إدارة غرفة تجارة وصناعة البحرين يوسف مشعل في اجتماع الجمعية العمومية في 9 أبريل 2011 من مجلس إدارة الغرفة بتطبيق المادة ٣٣ من النظام الأساسي للغرفة والتي تنص على انه (يفقد عضو مجلس الإدارة عضويته إذا ارتكب عمل مخل بمكانته كعضو في مجلس إدارة الغرفة أو مسيئ لمكانتها أو سمعتها في إقالته من عضوية مجلس الإدارة، وأضاف: «فمن لا ولاؤهم لقادتنا ولا انتماؤهم إلى البحرين لا يشرفنا أن يكونوا ممثلين لنا وللبحرين في غرفة تجارة وصناعة البحرين». وافق الأعضاء جميعا ولم يخرج أحد منهم بكلمة واحدة تنافي هذا التوجه أو الطرح. وفي نفس الاجتماع وجه العضو سميح بن رجب اللوم إلى أعضاء مجلس الإدارة الذين ذهبوا إلى دوار اللؤلؤة وانتقدوا غرفة تجارة وصناعة البحرين ووزير التجارة من على منصات الدوار وخص بالذكر - وفق كلامه - رئيس إحدى الجمعيات ذهب إلى الدوار والتقى بالمعارضين وطالب أيضا بالتحقيق مع هؤلاء واتخاذ مواقف قوية ضدهم.
في 8 أبريل 2012 وفي اجتماع ساخن شهد العديد من التجاوزات التنظيمية أقرت الجمعية العمومية لغرفة تجارة وصناعة البحرين في اجتماعها عودة عضوي مجلس الإدارة المفصولين إبراهيم الدعيسي وعادل العالي إلى موقعيهما في مجلس الإدارة بشكل فوري كما طالت قرارات العودة جميع الموظفين الذين فصلوا إبان الأحداث. ولم يكتف الدعيسي بذلك بل طالب رئيس الغرفة بالاعتذار علنا في الصحف ورد الاعتبار عما أصابه وعائلته من أضرار أدبية واقتصادية وبأدب جم لبى الدكتور عصام فخرو طلبه بالاعتذار وهو ما أثلج صدر الدعيسي داعيا بعض أنصاره الهائجين إلى الهدوء! من جانبه تمسك الرئيس التنفيذي إبراهيم اللنجاوي بموقفه مؤكدا بأن التسجيل الصوتي للجمعية العمومية السابقة موجود وفيه كل شيء قيل خلال الجلسة وإذا كان قد آثر ألا يرد على أعضاء الجمعية العمومية فهذا من باب لم الشمل ووحدة الصف. وقد فوجئ الحضور بتغير مواقف البعض من الجمعية العمومية الحالية مقارنة بالجمعية العمومية السابقة التي أعقبت الأحداث واتخذ مجلس الإدارة على أثرها قراره بفصل العضوين والغريب أن البعض تنكر لما طالب به في هذه الجمعية من فتح تحقيق صارم وحاسم مع الأعضاء الذين ذهبوا للدوار ومحاسبتهم حال تورطهم في أي عمل ضد البحرين واستقرارها.

## الحياة الشخصية
متزوج وأب لخمسة أبناء.